# Primera División de España 2001-02
.
La temporada 2001-02 de la Primera División de España de fútbol (71.ª edición) comenzó el 25 de agosto de 2001 y terminó el 11 de mayo de 2002.
El Valencia Club de Fútbol ganó su quinta liga, 31 años después de su última conquista liguera.

## Crónica

### Campeonato
El fichaje estrella del verano fue sin duda el del francés Zinedine Zidane, que llegó procedente de la Juventus por 73 millones de euros, en ese momento el más caro en la historia del fútbol. Junto a él, el Real Madrid mantuvo a prácticamente el mismo bloque que obtuvo el título de liga la temporada anterior. También eran aspirantes al campeonato el Deportivo y el Barcelona.
El inicio de campeonato fue bastante disputado, con varios equipos separados por pocos puntos. La gran decepción estaba siendo el Madrid, que no consiguió ubicarse en los puestos de cabeza hasta comienzos de diciembre. Sin embargo, una racha de 15 partidos en los cuales solo perdió 1 le permitió asumir el liderato, aunque una mala racha en las últimas 5 fechas le privó de revalidar el título. El campeón acabó siendo el Valencia, y el subcampeón fue el Deportivo.

### Plazas por Europa
La lucha por las otras plazas europeas también fue apretada. El Celta de Vigo y el Betis, que fue la gran revelación de la temporada, llegando a ocupar incluso puestos de Liga de Campeones buena parte del curso, obtuvieron billetes a la UEFA. El Alavés, que finalizó 7°, también logró un cupo ya que los finalistas de la Copa del Rey fueron equipos que lograron boletos a la Champions. Málaga y Villarreal se clasificaron para la Copa Intertoto, enfrentándose ambos equipos en la final de este torneo veraniego, saliendo victorioso el Málaga y consiguiendo el pase a la Copa de la UEFA.

### Descenso
Descendieron a segunda el Tenerife, que estuvo prácticamente toda la temporada en los puestos bajos de la clasificación, Las Palmas y Zaragoza, que se desinflaron en la recta final, sobre todo el cuadro aragonés, que ganó por última vez en la jornada 26 y solo logró sumar 5 puntos más.

## Clubes participantes y estadios
Veinte equipos tomaron parte en la competición esta temporada.

### Ascensos y descensos
| Pos. | Descendidos a 2.ª División |
| ---- | -------------------------- |
| 18.º | Real Oviedo                |
| 19.º | Racing de Santander        |
| 20.º | C. D. Numancia de Soria    |

| Pos. | Ascendidos de 2.ª División |
| ---- | -------------------------- |
| 1.º  | Sevilla F. C.              |
| 2.º  | Real Betis Balompié        |
| 3.º  | C. D. Tenerife             |

| Equipo                 | Ciudad                     | Entrenador          | Estadio                   |
| ---------------------- | -------------------------- | ------------------- | ------------------------- |
| Alavés                 | Vitoria                    | Mané Esnal          | Mendizorroza              |
| Athletic Club          | Bilbao                     | Jupp Heynckes       | San Mamés                 |
| Barcelona              | Barcelona                  | Carles Rexach       | Camp Nou                  |
| Real Betis             | Sevilla                    | Juande Ramos        | Ruiz de Lopera            |
| Celta de Vigo          | Vigo                       | Víctor Fernández    | Balaídos                  |
| Deportivo de La Coruña | La Coruña                  | Javier Irureta      | Riazor                    |
| Espanyol               | Barcelona                  | Paco Flores         | Olímpic Lluís Companys    |
| Las Palmas             | Las Palmas de Gran Canaria | Fernando Vázquez    | Estadio Insular           |
| Málaga                 | Málaga                     | Joaquín Peiró       | La Rosaleda               |
| Mallorca               | Palma de Mallorca          | Tomeu Llompart      | Son Moix                  |
| Osasuna                | Pamplona                   | Miguel Ángel Lotina | El Sadar                  |
| Rayo Vallecano         | Madrid                     | Gregorio Manzano    | Teresa Rivero             |
| Real Madrid            | Madrid                     | Vicente Del Bosque  | Santiago Bernabéu         |
| Real Sociedad          | San Sebastián              | Roberto Olabe       | Anoeta                    |
| Sevilla                | Sevilla                    | Joaquín Caparrós    | Ramón Sánchez Pizjuán     |
| Tenerife               | Santa Cruz de Tenerife     | Javier Clemente     | Heliodoro Rodríguez López |
| Valencia               | Valencia                   | Rafa Benítez        | Mestalla                  |
| Valladolid             | Valladolid                 | Pepe Moré           | Nuevo José Zorrilla       |
| Villarreal             | Villarreal                 | Víctor Muñoz        | El Madrigal               |
| Zaragoza               | Zaragoza                   | Marcos Alonso       | La Romareda               |

### Cambios de entrenadores
| Equipo        | Entrenador (jornadas)                                           |
| ------------- | --------------------------------------------------------------- |
| Rayo          | Andoni Goikoetxea (1-5) Gregorio Manzano (6-38)                 |
| Mallorca      | Bernd Krauss (1-8) Sergije Kresic (9-36) Tomeu Llompart (37-38) |
| Zaragoza      | Txetxu Rojo (1-21) Luis Costa (22-31) Marcos Alonso (32-38)     |
| Tenerife      | Pepe Mel (1-26) Javier Clemente (27-38)                         |
| Real Sociedad | John Toshack (1-29) Roberto Olabe (30-38)                       |

## Sistema de competición
Como en ediciones anteriores, tomaron parte veinte clubes de toda la geografía española. Encuadrados en un grupo único, y siguiendo un sistema de liga, se enfrentaron todos contra todos en dos ocasiones -una en campo propio y otra en campo contrario- durante un total de 38 jornadas. El orden de los encuentros se decidió por sorteo antes de empezar la competición. El torneo fue organizado por la Liga Nacional de Fútbol Profesional, aunque la Real Federación Española de Fútbol fue la responsable de la justicia deportiva y de designar a los árbitros de cada encuentro.
El sistema de puntuación fue el siguiente: tres puntos para el ganador de un partido, un punto para cada equipo en caso de un empate y sin puntos para el equipo perdedor de un encuentro. Al término del campeonato el equipo que acumuló más puntos, el Valencia CF, se proclamó campeón de la liga española y se clasificó para la fase de grupos de la próxima Liga de Campeones de la UEFA, junto con el segundo clasificado. El tercero y el cuarto también obtuvieron la clasificación para dicha competición, aunque disputando las eliminatorias preliminares. El quinto y el sexto clasificado obtuvieron una plaza para la Copa de la UEFA de la temporada siguiente.
Los tres últimos equipos fueron relegados a la Segunda División para la próxima temporada. De esta ascendieron, a su vez, los tres primeros clasificados, para reemplazar a los equipos descendidos.

## Clasificación
| Pos. | Equipo                 | Pts. | PJ | G  | E  | P  | GF | GC | Dif. | Clasificación 2002-03                        |
| ---- | ---------------------- | ---- | -- | -- | -- | -- | -- | -- | ---- | -------------------------------------------- |
| 1    | Valencia (C)           | 75   | 38 | 21 | 12 | 5  | 51 | 27 | +24  | Fase de grupos de la Liga de Campeones       |
| 2    | Deportivo de La Coruña | 68   | 38 | 20 | 8  | 10 | 65 | 41 | +24  | Fase de grupos de la Liga de Campeones       |
| 3    | Real Madrid            | 66   | 38 | 19 | 9  | 10 | 69 | 44 | +25  | Fase de grupos de la Liga de Campeones       |
| 4    | Barcelona              | 64   | 38 | 18 | 10 | 10 | 65 | 37 | +28  | Tercera ronda previa de la Liga de Campeones |
| 5    | Celta de Vigo          | 60   | 38 | 16 | 12 | 10 | 64 | 46 | +18  | Primera ronda de la Copa de la UEFA          |
| 6    | Real Betis             | 59   | 38 | 15 | 14 | 9  | 42 | 34 | +8   | Primera ronda de la Copa de la UEFA          |
| 7    | Deportivo Alavés       | 54   | 38 | 17 | 3  | 18 | 41 | 44 | −3   | Primera ronda de la Copa de la UEFA          |
| 8    | Sevilla                | 53   | 38 | 14 | 11 | 13 | 51 | 40 | +11  |                                              |
| 9    | Athletic Club          | 53   | 38 | 14 | 11 | 13 | 54 | 66 | −12  |                                              |
| 10   | Málaga                 | 53   | 38 | 13 | 14 | 11 | 44 | 44 | 0    | Tercera ronda de la Copa Intertoto           |
| 11   | Rayo Vallecano         | 49   | 38 | 13 | 10 | 15 | 46 | 52 | −6   |                                              |
| 12   | Real Valladolid        | 48   | 38 | 13 | 9  | 16 | 45 | 58 | −13  |                                              |
| 13   | Real Sociedad          | 47   | 38 | 13 | 8  | 17 | 48 | 54 | −6   |                                              |
| 14   | Espanyol               | 47   | 38 | 13 | 8  | 17 | 47 | 56 | −9   |                                              |
| 15   | Villarreal             | 43   | 38 | 11 | 10 | 17 | 46 | 55 | −9   | Segunda ronda de la Copa Intertoto           |
| 16   | Mallorca               | 43   | 38 | 11 | 10 | 17 | 40 | 52 | −12  |                                              |
| 17   | Osasuna                | 42   | 38 | 10 | 12 | 16 | 36 | 49 | −13  |                                              |
| 18   | Las Palmas (D)         | 40   | 38 | 9  | 13 | 16 | 40 | 50 | −10  | Descenso de categoría                        |
| 19   | Tenerife (D)           | 38   | 38 | 10 | 8  | 20 | 32 | 58 | −26  | Descenso de categoría                        |
| 20   | Real Zaragoza (D)      | 37   | 38 | 9  | 10 | 19 | 35 | 54 | −19  | Descenso de categoría                        |

 Fuente: BDFutbol
Notas:
1. ↑  Real Madrid se clasificó para la fase de grupos de la Liga de Campeones 2002-03 por ser campeón de la Liga de Campeones de la UEFA 2001-02.
2. ↑  Debido a que los finalistas de la Copa del Rey 2001-02 (Deportivo La Coruña y Real Madrid) se clasificaron para la Liga de Campeones de la UEFA 2001-02, el cupo que otorga dicha copa pasó al 7° clasificado.

|                  |
|                  |
| Campeón Valencia |
| 5.º título       |

### Evolución de la clasificación
| Equipo / Jornada | 1  | 2  | 3  | 4  | 5  | 6  | 7  | 8  | 9  | 10 | 11 | 12 | 13 | 14 | 15 | 16 | 17 | 18 | 19 | 20 | 21 | 22 | 23 | 24 | 25 | 26 | 27 | 28 | 29 | 30 | 31 | 32 | 33 | 34 | 35 | 36 | 37 | 38 |
| Equipo / Jornada |    |    |    |    |    |    |    |    |    |    |    |    |    |    |    |    |    |    |    |    |    |    |    |    |    |    |    |    |    |    |    |    |    |    |    |    |    |    |
| ---------------- | -- | -- | -- | -- | -- | -- | -- | -- | -- | -- | -- | -- | -- | -- | -- | -- | -- | -- | -- | -- | -- | -- | -- | -- | -- | -- | -- | -- | -- | -- | -- | -- | -- | -- | -- | -- | -- | -- |
| Valencia         | 10 | 7  | 3  | 6  | 7  | 9  | 6  | 5  | 4  | 5  | 2  | 3  | 4  | 5  | 7  | 8  | 8  | 7  | 3  | 5  | 7  | 4  | 3  | 1  | 2  | 1  | 1  | 1  | 1  | 2  | 2  | 2  | 2  | 1  | 1  | 1  | 1  | 1  |
| Deportivo        | 1  | 2  | 4  | 2  | 5  | 5  | 3  | 1  | 1  | 1  | 1  | 1  | 1  | 1  | 3  | 2  | 4  | 1  | 2  | 7  | 3  | 3  | 5  | 4  | 4  | 7  | 4  | 3  | 4  | 3  | 3  | 3  | 3  | 3  | 3  | 3  | 3  | 2  |
| Real Madrid      | 15 | 16 | 18 | 11 | 12 | 14 | 13 | 16 | 15 | 10 | 7  | 11 | 7  | 7  | 5  | 3  | 1  | 2  | 1  | 1  | 1  | 1  | 2  | 3  | 1  | 2  | 2  | 2  | 2  | 1  | 1  | 1  | 1  | 2  | 2  | 2  | 2  | 3  |
| Barcelona        | 9  | 6  | 8  | 5  | 4  | 1  | 2  | 4  | 5  | 2  | 3  | 2  | 3  | 4  | 8  | 7  | 7  | 8  | 7  | 4  | 6  | 9  | 7  | 5  | 5  | 3  | 5  | 4  | 5  | 7  | 6  | 6  | 4  | 4  | 4  | 4  | 4  | 4  |
| Celta            | 2  | 1  | 1  | 1  | 3  | 4  | 4  | 2  | 2  | 3  | 4  | 6  | 8  | 8  | 6  | 6  | 5  | 3  | 4  | 3  | 4  | 2  | 1  | 2  | 3  | 4  | 6  | 7  | 6  | 5  | 4  | 4  | 5  | 5  | 5  | 5  | 5  | 5  |
| Betis            | 11 | 9  | 5  | 3  | 1  | 2  | 1  | 3  | 3  | 6  | 6  | 7  | 5  | 3  | 2  | 4  | 2  | 4  | 6  | 8  | 8  | 7  | 6  | 7  | 6  | 5  | 3  | 5  | 3  | 4  | 5  | 5  | 6  | 6  | 6  | 6  | 6  | 6  |
| Alavés           | 5  | 4  | 2  | 7  | 8  | 6  | 7  | 7  | 6  | 4  | 5  | 4  | 2  | 2  | 1  | 1  | 3  | 6  | 8  | 6  | 2  | 5  | 4  | 6  | 7  | 8  | 8  | 8  | 8  | 8  | 8  | 9  | 8  | 9  | 7  | 7  | 7  | 7  |
| Sevilla          | 13 | 13 | 10 | 9  | 9  | 8  | 8  | 8  | 9  | 11 | 8  | 8  | 11 | 10 | 11 | 10 | 9  | 9  | 9  | 11 | 10 | 8  | 9  | 10 | 9  | 10 | 10 | 10 | 11 | 12 | 12 | 12 | 12 | 12 | 12 | 11 | 8  | 8  |
| Athletic         | 4  | 10 | 7  | 8  | 6  | 7  | 9  | 10 | 10 | 13 | 9  | 5  | 6  | 6  | 4  | 5  | 6  | 5  | 5  | 2  | 5  | 6  | 8  | 8  | 8  | 6  | 7  | 6  | 7  | 6  | 7  | 7  | 9  | 7  | 9  | 9  | 10 | 9  |
| Málaga           | 6  | 5  | 9  | 10 | 13 | 15 | 17 | 17 | 16 | 12 | 16 | 17 | 14 | 16 | 14 | 13 | 12 | 15 | 12 | 12 | 12 | 12 | 13 | 16 | 13 | 13 | 12 | 12 | 12 | 9  | 9  | 8  | 7  | 8  | 8  | 8  | 9  | 10 |
| Rayo             | 12 | 15 | 17 | 19 | 19 | 19 | 20 | 19 | 20 | 20 | 20 | 20 | 20 | 20 | 20 | 20 | 20 | 20 | 20 | 20 | 19 | 19 | 18 | 18 | 19 | 19 | 18 | 19 | 20 | 19 | 18 | 17 | 19 | 18 | 14 | 13 | 14 | 11 |
| Valladolid       | 20 | 17 | 13 | 15 | 15 | 16 | 14 | 11 | 13 | 14 | 10 | 13 | 10 | 12 | 10 | 12 | 11 | 14 | 10 | 9  | 9  | 10 | 10 | 9  | 10 | 9  | 9  | 9  | 10 | 11 | 11 | 11 | 11 | 11 | 11 | 10 | 11 | 12 |
| R. Sociedad      | 16 | 18 | 19 | 20 | 20 | 20 | 19 | 20 | 19 | 18 | 17 | 19 | 19 | 19 | 19 | 19 | 19 | 18 | 19 | 19 | 20 | 20 | 19 | 20 | 18 | 17 | 17 | 16 | 19 | 16 | 13 | 14 | 15 | 14 | 15 | 14 | 13 | 13 |
| Espanyol         | 7  | 11 | 15 | 18 | 11 | 11 | 12 | 15 | 8  | 9  | 14 | 15 | 12 | 15 | 13 | 11 | 13 | 10 | 13 | 13 | 13 | 17 | 11 | 12 | 11 | 11 | 11 | 11 | 9  | 10 | 10 | 10 | 10 | 10 | 10 | 12 | 12 | 14 |
| Villarreal       | 8  | 3  | 6  | 4  | 2  | 3  | 5  | 6  | 7  | 7  | 12 | 9  | 9  | 9  | 9  | 9  | 10 | 13 | 15 | 15 | 14 | 13 | 16 | 11 | 14 | 14 | 14 | 14 | 15 | 14 | 16 | 13 | 14 | 13 | 13 | 16 | 15 | 15 |
| Mallorca         | 19 | 12 | 12 | 14 | 18 | 18 | 18 | 18 | 18 | 19 | 18 | 16 | 18 | 13 | 16 | 16 | 16 | 16 | 18 | 18 | 17 | 16 | 17 | 17 | 17 | 18 | 19 | 17 | 14 | 13 | 15 | 15 | 16 | 16 | 17 | 18 | 17 | 16 |
| Osasuna          | 18 | 20 | 20 | 16 | 10 | 10 | 11 | 12 | 14 | 8  | 15 | 12 | 16 | 18 | 18 | 17 | 17 | 17 | 16 | 16 | 15 | 14 | 14 | 14 | 12 | 12 | 13 | 13 | 13 | 15 | 17 | 18 | 17 | 17 | 18 | 15 | 16 | 17 |
| Las Palmas       | 3  | 8  | 14 | 12 | 16 | 13 | 15 | 13 | 11 | 15 | 11 | 14 | 15 | 17 | 15 | 15 | 14 | 11 | 11 | 10 | 11 | 11 | 12 | 13 | 15 | 16 | 16 | 18 | 16 | 17 | 14 | 16 | 13 | 15 | 16 | 17 | 18 | 18 |
| Tenerife         | 17 | 19 | 16 | 17 | 17 | 17 | 16 | 14 | 17 | 17 | 19 | 18 | 17 | 14 | 17 | 18 | 18 | 19 | 17 | 17 | 18 | 18 | 20 | 19 | 20 | 20 | 20 | 20 | 18 | 20 | 20 | 20 | 20 | 20 | 20 | 20 | 19 | 19 |
| Zaragoza         | 14 | 14 | 11 | 13 | 14 | 12 | 10 | 9  | 12 | 16 | 13 | 10 | 13 | 11 | 12 | 14 | 15 | 12 | 14 | 14 | 16 | 15 | 15 | 15 | 16 | 15 | 15 | 15 | 17 | 18 | 19 | 19 | 18 | 19 | 19 | 19 | 20 | 20 |

## Resultados
| Local \ Visitante         | ALV | ATH | BAR | BET | CEL | DEP | ESP | LAS | MAL | MLL | OSA | RAY | RMA | RSO | SEV | TEN | VAL | VLD | VIL | ZAR |
| ------------------------- | --- | --- | --- | --- | --- | --- | --- | --- | --- | --- | --- | --- | --- | --- | --- | --- | --- | --- | --- | --- |
| Deportivo Alavés          | —   | 2–3 | 2–0 | 0–1 | 1–0 | 2–3 | 2–1 | 1–0 | 1–0 | 0–4 | 0–2 | 0–1 | 0–0 | 2–0 | 0–1 | 1–0 | 1–2 | 3–1 | 2–1 | 2–1 |
| Athletic Club             | 2–1 | —   | 0–2 | 0–0 | 1–6 | 1–1 | 1–1 | 3–1 | 3–2 | 0–1 | 1–1 | 1–1 | 2–1 | 2–1 | 0–1 | 1–2 | 2–2 | 1–4 | 0–0 | 2–1 |
| F. C. Barcelona           | 3–2 | 1–2 | —   | 3–0 | 2–2 | 3–2 | 2–0 | 1–1 | 5–1 | 3–0 | 0–1 | 1–1 | 1–1 | 1–1 | 3–1 | 2–0 | 2–2 | 4–0 | 4–1 | 2–0 |
| Real Betis                | 1–0 | 1–1 | 2–1 | —   | 4–1 | 0–3 | 2–0 | 1–0 | 1–1 | 1–0 | 0–0 | 2–0 | 3–1 | 3–0 | 0–0 | 1–0 | 1–3 | 2–0 | 1–1 | 0–1 |
| R. C. Celta de Vigo       | 3–1 | 2–3 | 2–1 | 3–1 | —   | 0–2 | 4–1 | 3–2 | 0–0 | 2–0 | 1–1 | 2–2 | 0–1 | 3–1 | 1–2 | 3–0 | 1–1 | 1–1 | 3–1 | 2–0 |
| R. C. Deportivo La Coruña | 0–1 | 1–2 | 2–1 | 2–0 | 2–2 | —   | 3–1 | 1–0 | 2–2 | 5–0 | 5–1 | 1–1 | 3–0 | 3–1 | 1–0 | 3–1 | 1–0 | 4–0 | 0–0 | 1–0 |
| R. C. D. Espanyol         | 1–2 | 2–0 | 2–0 | 1–1 | 2–0 | 1–0 | —   | 3–1 | 1–2 | 2–1 | 1–1 | 3–1 | 2–1 | 1–2 | 2–3 | 2–0 | 2–3 | 1–0 | 3–1 | 2–1 |
| U. D. Las Palmas          | 2–1 | 1–1 | 0–0 | 0–0 | 4–2 | 0–1 | 2–0 | —   | 0–0 | 3–1 | 1–1 | 0–2 | 4–2 | 0–0 | 1–0 | 0–1 | 0–1 | 1–1 | 3–2 | 1–1 |
| Málaga C. F.              | 1–0 | 1–2 | 1–1 | 3–2 | 2–2 | 1–1 | 2–0 | 1–1 | —   | 0–0 | 2–1 | 0–0 | 1–1 | 1–0 | 1–3 | 2–0 | 0–2 | 1–2 | 2–1 | 2–1 |
| R. C. D. Mallorca         | 0–0 | 3–0 | 0–0 | 1–3 | 0–1 | 4–1 | 2–1 | 0–3 | 1–1 | —   | 4–2 | 3–0 | 1–1 | 0–2 | 0–4 | 2–0 | 1–1 | 2–1 | 0–1 | 0–1 |
| C. A. Osasuna             | 0–1 | 0–1 | 0–0 | 1–2 | 0–3 | 1–3 | 1–1 | 3–2 | 0–2 | 4–0 | —   | 1–0 | 3–1 | 1–1 | 1–0 | 0–2 | 0–0 | 1–0 | 2–2 | 0–0 |
| A. D. Rayo Vallecano      | 2–0 | 4–2 | 2–1 | 0–0 | 1–0 | 2–1 | 2–2 | 0–0 | 3–0 | 0–2 | 0–1 | —   | 0–3 | 2–1 | 2–1 | 2–0 | 2–1 | 1–0 | 1–2 | 1–2 |
| Real Madrid C. F.         | 3–1 | 2–0 | 2–0 | 1–1 | 1–1 | 3–1 | 5–1 | 7–0 | 1–1 | 0–0 | 2–1 | 3–1 | —   | 3–1 | 2–1 | 4–1 | 1–0 | 2–2 | 3–0 | 3–1 |
| Real Sociedad             | 1–2 | 1–3 | 0–2 | 0–0 | 0–0 | 1–1 | 1–0 | 1–1 | 2–1 | 1–2 | 2–1 | 2–2 | 3–0 | —   | 3–3 | 0–2 | 2–0 | 6–0 | 2–1 | 3–1 |
| Sevilla F. C.             | 2–0 | 3–3 | 1–2 | 0–0 | 0–1 | 0–1 | 3–0 | 1–1 | 0–2 | 2–2 | 0–0 | 2–1 | 0–1 | 0–1 | —   | 2–0 | 1–1 | 4–0 | 1–0 | 4–2 |
| C. D. Tenerife            | 0–2 | 2–3 | 0–6 | 2–1 | 1–1 | 3–1 | 1–1 | 1–3 | 1–0 | 0–0 | 3–1 | 3–1 | 0–2 | 0–1 | 1–1 | —   | 0–1 | 1–5 | 2–0 | 0–0 |
| Valencia C. F.            | 0–0 | 2–1 | 2–0 | 2–0 | 0–0 | 1–0 | 2–1 | 1–0 | 2–1 | 1–1 | 2–1 | 2–1 | 1–0 | 4–0 | 2–0 | 0–0 | —   | 1–2 | 1–0 | 2–0 |
| Real Valladolid           | 1–3 | 2–0 | 1–2 | 0–2 | 2–4 | 3–0 | 0–1 | 1–0 | 0–0 | 2–1 | 1–0 | 3–1 | 2–1 | 1–3 | 1–1 | 0–0 | 1–1 | —   | 1–0 | 2–0 |
| Villarreal C. F.          | 1–0 | 5–2 | 0–1 | 1–1 | 2–1 | 1–1 | 1–1 | 2–0 | 1–2 | 2–1 | 3–0 | 1–1 | 2–3 | 1–0 | 0–2 | 2–1 | 1–1 | 2–2 | —   | 2–1 |
| Real Zaragoza             | 0–2 | 2–2 | 1–1 | 1–1 | 0–1 | 1–2 | 0–0 | 2–1 | 0–2 | 1–0 | 0–1 | 3–2 | 2–1 | 3–2 | 1–1 | 1–1 | 0–1 | 0–0 | 3–2 | —   |

## Estadísticas

### Trofeo Pichichi
Con 21 goles, Diego Tristán, del Deportivo de La Coruña, fue el máximo goleador del campeonato.

### Trofeo Zamora
La fortaleza defensiva del Valencia fue uno de sus puntales para ganar el título de liga. La meta valencianista fue defendida por Santi Cañizares, que logró el tercer Trofeo Zamora de su carrera, el segundo consecutivo. Cañizares debía rubricar la temporada como portero titular de la selección española en el Mundial de Corea y Japón, pero una lesión de última hora le impidió acudir a la cita.
Para optar al Trofeo Zamora al guardameta menos goleado de la Primera División fue necesario disputar 60 minutos en, como mínimo, 28 partidos.
| Jugador            | Equipo                 | Goles | Partidos |
| ------------------ | ---------------------- | ----- | -------- |
| Diego Tristán      | Deportivo de La Coruña | 21    |          |
| Patrick Kluivert   | Barcelona              | 18    | 0        |
| Fernando Morientes | Real Madrid            | 18    | 2        |
| Catanha            | Celta de Vigo          | 17    | 1        |
| Javier Saviola     | Barcelona              | 17    | 0        |
| Raúl Tamudo        | Espanyol               | 17    | 4        |
| Ismael Urzaiz      | Athletic Club          | 16    | 1        |
| Fernando Fernández | Real Valladolid        | 14    | 4        |
| Albert Luque       | Mallorca               | 14    | 0        |
| Raúl González      | Real Madrid            | 14    | 0        |
| Víctor Fernández   | Villarreal             | 14    | 4        |

| Pos. | Jugador               | Equipo                 | Goles | Partidos | Promedio |
| ---- | --------------------- | ---------------------- | ----- | -------- | -------- |
| 1º   | Santiago Cañizares    | Valencia               | 23    | 31       | 0,74     |
| 2.º  | Toni Prats            | Real Betis             | 29    | 36       | 0,81     |
| 3.º  | Antonio Notario       | Sevilla                | 40    | 37       | 1,08     |
| 4.º  | José Francisco Molina | Deportivo de La Coruña | 39    | 36       | 1,08     |
| 5.º  | Pablo Cavallero       | Celta de Vigo          | 35    | 33       | 1,09     |
| 6.º  | Pedro Contreras       | Málaga                 | 44    | 37       | 1,19     |
| 7.º  | Nacho González        | Las Palmas             | 34    | 28       | 1,21     |
| 8.º  | Juan Carlos Unzué     | Osasuna                | 44    | 36       | 1,22     |
| 9.º  | Imanol Etxeberria     | Rayo Vallecano         | 37    | 38       | 1,32     |
| 10.º | César Lainez          | Real Zaragoza          | 42    | 30       | 1,40     |

### Trofeo Guruceta
El Diario Marca entregó el Trofeo Guruceta ex aequo a dos árbitros que, además, lo ganaban por primera vez: Iturralde González y Mejuto González.
| Pos. | Árbitro (colegio)              | Puntos | Partidos | Coeficiente |
| ---- | ------------------------------ | ------ | -------- | ----------- |
| 1º   | Eduardo Iturralde González     | 19     | 15       | 1,27        |
|      | Manuel Enrique Mejuto González | 19     | 15       | 1,27        |
| 3.º  | Alberto Undiano Mallenco       | 22     | 18       | 1,22        |

### Trofeo EFE
El joven Javier Saviola, uno de los grandes fichajes de la temporada del FC Barcelona, debutó con buen pie en la liga española, obteniendo el trofeo EFE al mejor futbolista iberoamericano.
| Pos. | Jugador            | Equipo           | Puntos |
| ---- | ------------------ | ---------------- | ------ |
| 1º   | Javier Saviola     | Barcelona        | 234    |
| 2.º  | Fabricio Coloccini | Deportivo Alavés | 219    |
| 3.º  | Pablo Aimar        | Valencia         | 211    |

### Premio Juego Limpio
El Real Club Deportivo de La Coruña fue el ganador del premio otorgado por la Real Federación Española de Fútbol al fair play. No obstante, y debido a la clasificación del Deportivo de La Coruña para la Liga de Campeones, fue la Real Sociedad el equipo de la liga española que entró en el sorteo de una plaza para la Copa de la UEFA 2002-03. Sin embargo, el equipo donostiarra no resultó afortunado y no obtuvo ninguna de las invitaciones de la UEFA por fair play.
| Pos. | Club                   | Ptos |
| ---- | ---------------------- | ---- |
| 1.º  | Deportivo de La Coruña | 88   |
| 2.º  | Real Sociedad          | 97   |
| 3.º  | Real Madrid            | 99   |
| 4.º  | Barcelona              | 100  |
| 5.º  | Valladolid             | 104  |
| 6.º  | Mallorca               | 107  |
| 7.º  | Valencia               | 121  |
| 8.º  | Athletic Club          | 125  |
| 8.º  | Zaragoza               | 125  |
| 10.º | Espanyol               | 131  |
| 11.º | Rayo Vallecano         | 148  |
| 12.º | Celta de Vigo          | 153  |
| 13.º | Tenerife               | 155  |
| 14.º | Alavés                 | 159  |
| 15.º | Betis                  | 162  |
| 15.º | Villarreal             | 162  |
| 17.º | Las Palmas             | 171  |
| 18.º | Málaga                 | 173  |
| 19.º | Sevilla                | 175  |
| 20.º | Osasuna                | 180  |